# Lucy in the Sky
Lucy in the Sky ist ein Science-Fiction-Drama von Noah Hawley, das im September 2019 im Rahmen des Toronto International Film Festivals vorgestellt wurde und am 4. Oktober 2019 in die US-Kinos kam.

## Handlung
Eine Astronautin verliert nach ihrer Rückkehr von einer Weltraummission, die sie verändert hat, langsam den Bezug zur Realität.

## Produktion
Der Film basiert lose auf den kriminellen Aktivitäten der Astronautin Lisa Nowak im Zusammenhang mit ihrer romantischen Beziehung zu ihrem Kollegen William Oefelein. Regie führt Noah Hawley, der gemeinsam mit Brian C Brown und Elliott DiGuiseppi auch das Drehbuch schrieb.
Natalie Portman ist in der Rolle der Astronautin Lucy Cola zu sehen.
Die Dreharbeiten begannen im Juni 2018. Als Kamerafrau fungierte Polly Morgan. Der Arbeitstitel lautete Pale Blue Dot (engl. für „Hellblauer oder blassblauer Punkt“)
Ein erster Trailer wurde im März 2019 vorgestellt. Der Film wurde am 11. September 2019 im Rahmen des Toronto International Film Festivals erstmals gezeigt. Am 4. Oktober 2019 kam der Film in ausgewählte US-Kinos. Der Kinostart in Deutschland sollte am 2. April 2020 erfolgen, wurde jedoch wegen der Coronavirus-Pandemie auf unbestimmte Zeit verschoben.

## Rezeption

### Kritiken
In den USA erhielt der Film von der MPAA ein R-Rating, was einer Freigabe ab 17 Jahren entspricht. In Deutschland wurde der Film von der FSK ab 12 Jahren freigegeben. 
Ende 2018 wurde der Film von Anne Thompson des Branchendiensts IndieWire zu den 20 am meisten erwarteten Filmen des Kinojahres 2019 gezählt, stieß aber letztlich bei den Kritikern auf geteiltes Echo.
Die Filmkritikerin Antje Wessels bemerkt auf programmkino.de, der Website der Gilde deutscher Filmkunsttheater, anders als Aufbruch zum Mond sei Lucy in the Sky kein klassischer Weltraumfilm, sondern befasse sich vorwiegend mit den Folgen danach sowie den Vorbereitungen für den nächsten Flug. Vor allem erzähle das Drehbuch von Eliott DiGuiseppi und Brian C. Brown dabei von den emotionalen Auswüchsen der Protagonistin, die nach ihrer Reise ins All unter posttraumatischen Belastungsstörungen leidet. Mit verhältnismäßig wenig Dialog, dafür unter Zuhilfenahme einiger vorzüglicher visueller Spielereien inszeniert, fange Kamerafrau Polly Morgan Lucys emotionale Verlorenheit in der ganz normalen Welt ein: „Irgendwann bekommt man selbst das Gefühl, dass diese Frau im Hier und Jetzt gar nichts zu suchen hat und im All besser aufgehoben ist.“ Allerdings erfahre man ausgerechnet über die Hauptfigur kaum etwas. Am Ende seien vor allem all jene Szenen interessant, in denen der Zuschauer Lucys Welt aus ihrer Perspektive wahrnimmt, das Geschehen bleibe merkwürdig distanziert, entfalte aber eine Faszination, sofern man sich auf die Inszenierung einlassen kann.

### Auszeichnungen
Saturn Awards 2021
- Nominierung als Bester Science-Fiction-Film
- Nominierung als Beste Hauptdarstellerin (Natalie Portman)
- Nominierung als Beste Nebendarstellerin (Ellen Burstyn)